# René Alexandre

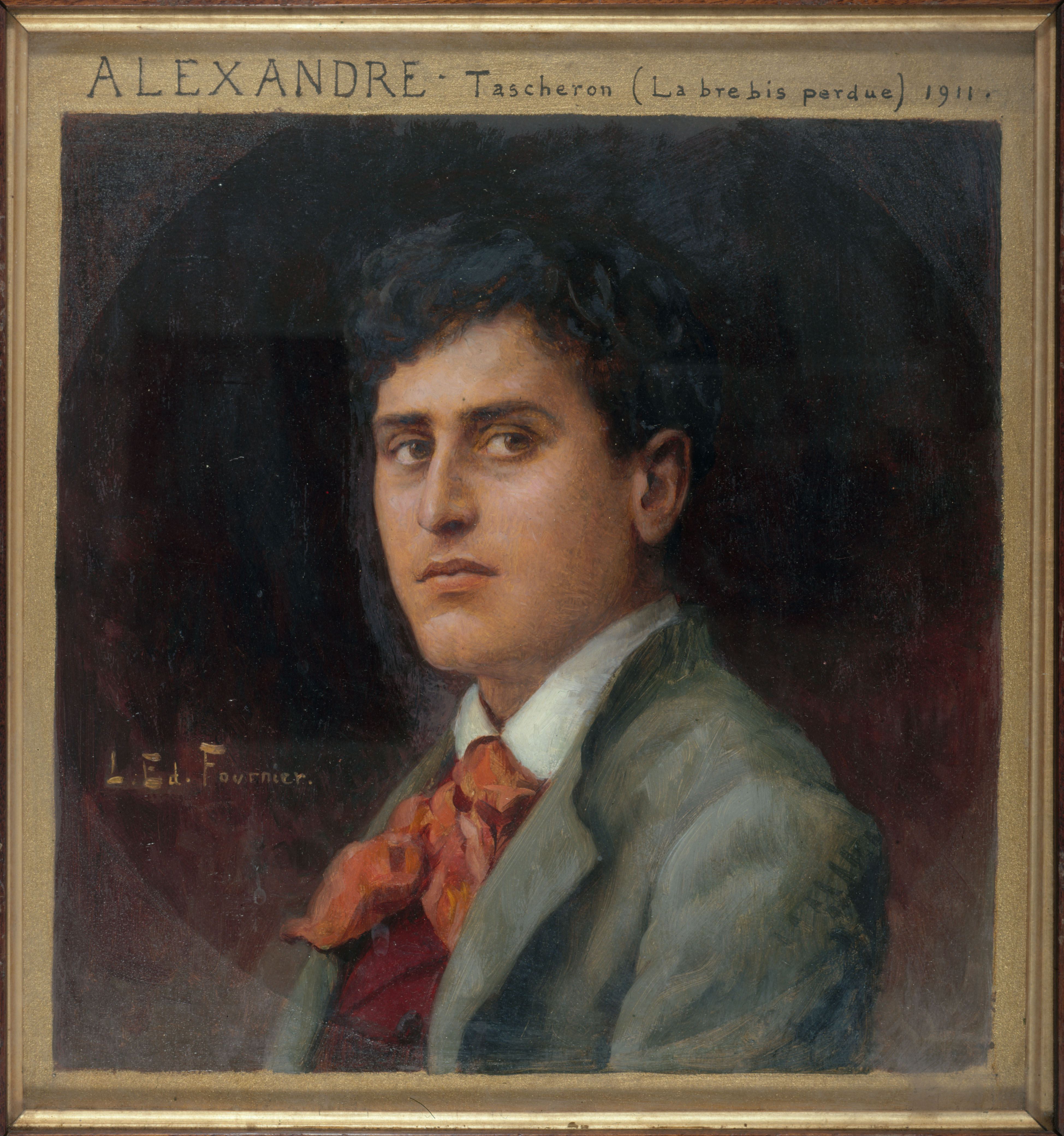
René Alexandre.

René Alexandre, född 22 december 1885, död 19 augusti 1946, var en fransk skådespelare.
Alexandre genomgick konservatoriet och debuterade 1908 på Théâtre-Français, där hon sedan förblev anställd, senare som societär. Han ansågs som en av sin tids manligaste teaterskådespelare med modern spelstil, och spelade såväl modern som klassisk dramatik. Bland hans roller märks Alexandre de Medici i Lorenzaccio, soldaten i Graven under triumfbågen och Henri i Älska.